# .pr
.pr – domena internetowa przypisana do Portoryko. Została utworzona 27 sierpnia 1989. Zarządza nią Gauss Research Laboratory.